# زراعة خلوية
تركز الزراعة الخلوية على إنتاج المنتجات الزراعية من المُستنبتات الخلوية باستخدام مزيج من التكنولوجيا الحيوية وهندسة الأنسجة والبيولوجيا الجزيئية والبيولوجيا التركيبية لإنشاء وتصميم طرق جديدة لإنتاج البروتينات والدهون والأنسجة التي تنتجها المزارع التقليدية أو شركات الأغذية. تركز هذه الصناعة على المنتجات الحيوانية مثل اللحوم والحليب والبيض، والتي يتم إنتاجها من خلال استنبات الخلايا بدلاً من تربية الماشية المستزرعة وذبحها عبر الطرق التقليدية. أكثر مثال أو مفهوم تشتهر به «الزراعة الخلوية» هو اللحوم المُستنبتة أو المستزرعة.

## التاريخ
على الرغم من أن الزراعة الخلوية تعتبر مجالاً علمياً ناشئاً، إلا أن منتجاتها التي اعتمدت وسائل الإكثار الخلوي تم تسويقها وبيعها تجارياً لأول مرة منذ مطلع القرن العشرين مثل الأنسولين والرينيت.
في 24 مارس 1990، وافقت إدارة الأغذية والعقاقير على نوع من البكتيريا التي تم تصميمها وراثيا لإنتاج المنفحة، مما يجعلها أول منتج مصمم وراثيا للغذاء. الرينيت أو المنفحة هي مزيج من الإنزيمات التي تحول اللبن إلى خثارة ومصل اللبن في صناعة الجبن. ففي الطرق التقليدية كانت تستخرج المنفحة من البطانة الداخلية للمعدة الرابعة للعجول. أما اليوم، فالأجبان قد تئُنتج أو تُصنّع بواسطة إضافة إنزيمات المنفحة من البكتيريا أو الفطريات أو الخمائر المهندسة أو المعدلة وراثياً لأنها خالصة وصافية وأكثر ثباتاً وأقل تكلفة من المنفحة المشتقة من الحيوان.
في عام 2004، أسس جيسون ماثيني ‏ New Harvest «الحصاد الجديد»، وتتمثل مهمتها في «تسريع الاختراقات أو الاكتشافات في الزراعة الخلوية». نيو هارفست نعنبر المنظمة الوحيدة التي تركز حصرياً على التقدم في مجال الزراعة الخلوية وقد ساهمت بأول تمويل لدرجة الدكتوراه للزراعة الخلوية في جامعة تافتس.
بحلول عام 2014، احتضنت IndieBio ، مسرع حيوي اصطناعي في سان فرانسيسكو، شركات ناشئة متعددة في مجال الزراعة الخلوية، واستضافت Muufri (الحليب المصنع من زراعة الخلايا، والآن Perfect Day Foods)، وClara Foods (بياض البيض المصنع من زراعة الخلايا)، و Gelzen (الجيلاتين المصنع أو المُستنبت) من البكتيريا والخميرة، والآن Geltor)، Afineur (حبوب البن المصنعة أو المُستنبتة) و Pembient (قرن وحيد القرن المستنبت). تم رعاية كلاً من Muufri و Clara Foods في البداية بواسطة New Harvest.
في عام 2015، أنشأت Mercy for Animals معهد Good Food Institute ، الذي يروج للزراعة النباتية الصرفة والزراعة الخلوية.
في 13 يوليو 2016، استضافت New Harvest المؤتمر الدولي الأول حول الزراعة الخلوية في سان فرانسيسكو، كاليفورنيا. في اليوم التالي للمؤتمر، استضافت New Harvest أول ورشة عمل مغلقة للصناع والأكاديميين وأصحاب المصالح الحكوميين في مجال الزراعة الخلوية.

## ادوات البحث
هنالك العديد من أدوات البحث الرئيسية في مجالات دراسات وأبحاث الزراعة الخلوية. وتشمل:

### خطوط الخلية
هي جزء أساسي غائب في مجال النهوض باللحوم المزروعة أو المُستنبتة من أجل توفير المواد الخلوية المناسبة. ذلك لأن بعض الأساليب والبروتوكولات بمجال استنبات واكثار الخلايا البشرية والفئران قد تنطبق على المواد الخلوية الزراعية، بينما بعضها الآخر تبين أنها لا تنطبق أو تتشابه. يتضح هذا من خلال حقيقة أن البروتوكولات المعتمدة لإنشاء الخلايا الجذعية الجنينية البشرية والفأرية لم تنجح في إنشاء خطوط الخلايا الجذعية الجنينية غير الدقيقة.

### وسائط النمو
الأساليب النموذجية لنمو الأنسجة الحيوانية في الاستنبات تعتمد على استخدام مصل جنين بقري / عجول غير مكتملة النمو (FBS). FBS هو منتج الدم المستخرج من الأجنة البقرية / العجول غير مكتملة النمو. فهذا المنتج يزود الخلايا بالعناصر المغذية وعوامل النمو المحفزة، ولكنه غير مستدام ويحتاج إلى موارد كثيرة ومكلفة لإنتاجه، مع تباين كبير من عينة إلى أخرى فهو منتج غير ثابت بالمغذيات أو الكميات. شركات اللحوم المستزرعة لا تزال تستثمر الكثير في دراسات وتجارب وسائط نمو بديلة.

### تقنيات التحجيم
مع توسيع نطاق عمليات التكنولوجيا الحيوية، باتت التجارب في أن تصبح باهظة الثمن بشكل متزايد، حيث سيتعين إنشاء مفاعلات حيوية ذات حجم متزايد. لأن كل زيادة في الحجم سوف تتطلب إعادة تحسين أو تكبير الأدوات والمؤشرات المتنوعة مثل عمليات الوحدة، وديناميات الموائع، ونقل الكتلة، وحركية التفاعل.

### مواد السقالة
لأجل تكوين وتشكيل خلايا الأنسجة، من المفيد إضافة مواد أو مادة سقالة لتوفير البنية. السقالات ضرورية للخلايا لتكوين أنسجة أكبر من µm100 . ويجب أن تكون السقالة المثالية غير سامة للخلايا، صالحة للأكل، وتسمح بتدفق العناصر الغذائية والأكسجين. كما يجب أن تكون رخيصة وسهلة الإنتاج على نطاق واسع دون الحاجة إلى الحيوانات.

### أنظمة الأنسجة ثلاثية الأبعاد
تتضمن المرحلة الأخيرة من إنتاج اللحوم المستنبتة تجميع جميع الأبحاث السابقة لصناعة منتجات تكون أكبر من (> 100 µm)  في القطر) لقطع الأنسجة حتى يمكن تصنيعها من خلايا منتجة بكميات كبيرة دون الحاجة إلى المصل، حيث تكون السقالة مناسبة للخلايا والبشر.

## تطبيقات
في حين أن معظم النقاشات تدور حول التطبيقات الغذائية، وخاصة اللحوم المستنبتة، يمكن استخدام الزراعة الخلوية لإنشاء أي نوع من المنتجات الزراعية، بما في ذلك تلك التي لم تشارك الحيوانات مطلقًا، مثل روائح نبات الجنكة الصينية.

### لحوم
- أغذية مستحيلة
يحتوي The Impossible Burger «البرجر المستحيل» من إنتاج Impossible Foods على الـ«هيم»، والتي تدعي الشركة أنها تعطي البرجر شكله الدموي وطعمه. يتم إنتاج عقار ليميوغلوبين الصويا عن طريق أخذ جين فول الصويا الذي يشفر بروتين الهيم ونقله إلى الخميرة.[12]
- SuperMeat اللحم الفائق
SuperMeat هي شركة إسرائيلية أطلقت حملة Indiegogo في عام 2016 لإنشاء لحم دجاج مُستنبت.[13][14]
- لحوم ممفيس
Memphis Meats هي شركة ناشئة في الولايات المتحدة قدمت نموذجًا أوليًا من كرات اللحم المستنبتة في عام 2016.[15][16]
- لحم موسى
Mosa Meat هي شركة هولندية ناشئة تمثل ثمرة برجر مارك بوست المستنبت، والذي تم تذوقه في لندن في عام 2013.[17]
- مشروع شوجنميت Shojinmeat [18]
مشروع Shojinmeat عبارة عن حاضنة أعمال يابانية تختص بالاختراقات البيولوجية وتقوم بتطوير اللحوم المستنبتة.
- أغذية بالاتيك [19]
تعمل Balletic Foods على اللحوم المستنبتة، ومقرها في سيليكون فالي، كاليفورنيا.
- مزارع ألِف [20]
تعمل «ألِف فارمز» على اللحوم المستزرعة، ومقرها في إسرائيل.

### الألبان
- برفكت دي للأغذية

Perfect Day هي شركة ناشئة مقرها سان فرانسيسكو بدأت كمشروع New Harvest Dairy وتم احتضانها بواسطة IndieBio في عام 2014. Perfect Day تصنع منتجات الألبان من الخميرة بدلاً من الأبقار. قامت الشركة بتغيير اسمها من Muufri إلى Perfect Day في أغسطس 2016.
- ثقافة جديدة

New Culture هي شركة ناشئة مقرها سان فرانسيسكو، وقد احتضنتها IndieBio في عام 2019. New Culture بصنع جبنة الموزاريلا باستخدام بروتين الكازين (بروتين الألبان) المصنوع من الميكروبات بدلاً من الأبقار.
- جبن نباتي حقيقي

Real Vegan Cheese تقع في منطقة خليج سان فرانسيسكو. هي شركة Open Science جماعية غير هادفة للربح تعمل ضمن اثنين من مختبرات المجتمع المفتوحة تمخضت من المسابقة الدولية للهندسة الوراثية (iGEM) في عام 2014. الجبن النباتي الحقيقي يصنع الجبن باستخدام بروتين الكازين (الألبان) البروتين) مصنوعة من الميكروبات بدلا من الأبقار.

### بيض
- كلارا للأغذية
Clara Foods هي شركة ناشئة مقرها في سان فرانسيسكو وبدأت باسم New Harvest Egg Project وتم احتضانها بواسطة IndieBio في عام 2015. تقوم Clara Foods بصنع بياض البيض من الخميرة بدلاً من البيض.[31]

### الجيلاتين
- جيلتور Geltor
Geltor هي شركة ناشئة مقرها سان فرانسيسكو احتلتها IndieBio في عام 2015. وتقوم Geltor بتطوير نظام أساسي لإنتاج البروتين يستخدم البكتيريا والخميرة لإنتاج الجيلاتين.[32][33]

### قهوة
- أفينوغ Afineur
Afineur هي شركة ناشئة مقرها في بروكلين تستخدم التكنولوجيا الحيوية والتخمرات الذكية لتحسين المظهر الغذائي وطعم الأطعمة النباتية، بدءًا من القهوة المختصة.[34]

### سلطعون الدم ذو الحدوة
- سوثيك بيوساينس
Sothic Bioscience هي شركة ناشئة مقرها كورك احتضنتها IndieBio في عام 2015. تقوم Sothic Bioscience ببناء منصة لإنتاج دم سلطعون حدوة الحصان الاصطناعية. يحتوي دم سلطعون حدوة الحصان على ليمولوس أميبوسيت لايسيت (LAL)، وهو المعيار الذهبي في التحقق من صحة المعدات الطبية والأدوية.[35][36]

### سمك
- فاينلس فودز
تعمل شركة Finless Foods على تطوير وتصنيع المنتجات الغذائية الحيوانية البحرية.[37]
- وايلد تايب
Wild Type هي شركة ناشئة مقرها سان فرانسيسكو تركز على إنتاج اللحوم المستنبتة لمعالجة عناصر مثل تغير المناخ والأمن الغذائي والصحة.[38][39]

### عطور
- جنكو بايو-ووركس
Ginkgo Bioworks هي شركة لتصميم الكائنات الحية مقرها في بوسطن تقوم بإنتاج العطور وتصميم الميكروبات المخصصة.[40]

### حرير
- Spiber
Spiber هي شركة مقرها اليابان تقوم بفك تشفير الجين المسؤول عن إنتاج فايبروين الألياف fibroin في العناكب ثم بكتيريا الهندسة الحيوية مع الحمض النووي المؤتلف لإنتاج البروتين الذي يدور بعد ذلك في حريرها الاصطناعي.[41][42]
- بولت ثريدز
بولت ثريدز هي شركة مقرها كاليفورنيا تصنع ألياف حرير هندسية تعتمد على البروتينات الموجودة في حرير العنكبوت والتي يمكن إنتاجها على نطاق تجاري. بولت يفحص الحمض النووي للعناكب ومن ثم يكرر تلك المتواليات الوراثية في مكونات أخرى لإنشاء ألياف حرير مماثلة. يتكون حرير بولت من السكر والماء والأملاح والخميرة. من خلال عملية تسمى الغزل الرطب، يتم نسج هذا السائل إلى ألياف، على غرار الطريقة التي يتم بها تصنيع ألياف مثل الأكريليك والرايون.[43][44]

### جلود
- مودرن ميدو
Modern Meadow هي شركة ناشئة تستنبت الكولاجين ومقرها في بروكلين، وهو بروتين موجود في جلد الحيوان، لصنع جلد صناعي.[45]

### طعام الحيوانات الاليفة
- بيكوز انيمال \ وايلد ايرث \ بوند بت فودز
يشاركون في تطوير أغذية الحيوانات الأليفة التي تستخدم اللحوم المستزرعة.

## وسائل الإعلام والمنشورات

### كتب
- اللحوم النظيفة: كيف ستحدث ثورة في زراعة اللحوم بدون حيوانات، والعالم عبارة عن كتاب عن الزراعة الخلوية كتبه الناشط بحقوق الحيوان بول شابيرو (مؤلف). يستعرض الكتاب الشركات الناشئة التي تعمل حاليًا على إنتاج المنتجات الزراعية الخلوية ذات الإنتاج الضخم.[46][47][48]

### البودكاست
- اللحوم المستنبتة و Future Food عبارة عن بودكاست عن اللحوم النظيفة وتقنيات الأغذية المستقبلية التي يستضيفها Alex Shirazi ، مصمم تجربة مستخدم متنقل ومقره مينلو بارك، كاليفورنيا، وتركز مشاريعه الحالية على تكنولوجيا البيع بالتجزئة. يتميز البودكاست بمقابلات مع المتخصصين في هذا القطاع من الشركات الناشئة والمستثمرين وغير العاملين الذين يعملون في مجال الزراعة الخلوية.[49][50]

## البرامج الأكاديمية

### زمالة الأنسجة المستنبتة «الحصاد الجديد» في جامعة تافتس
برنامج مشترك بين New Harvest ومركز أبحاث هندسة الأنسجة (TERC)، وهي مبادرة مدعومة من المعاهد الوطنية للصحة تأسست في عام 2004 لتعزيز هندسة الأنسجة. يقدم برنامج الزمالة تمويلًا لطلاب الماجستير والدكتوراه في جامعة تافتس المهتمين بالهياكل الحيوية للميكانيك والهندسة والبيولوجيا في أنظمة الأنسجة ثلاثية الأبعاد المتعلقة بفائدتها كأطعمة.

## المؤتمرات

### مؤتمر الحصاد الجديد[54]
يجمع New Harvest بين الرواد في الزراعة الخلوية والأطراف المهتمة الجديدة من الصناعة والأوساط الأكاديمية لتبادل الخبرات ذات الصلة في مسار الزراعة الخلوية والمضي قدمًا.

## روابط خارجية
- نظرة عامة على المراجع ذات الصلة
- حصاد جديد
- جمعية الزراعة الخلوية

## لقراءات أكثر
اللحوم النظيفة ومواقف المستهلكين والانتقال إلى اقتصاد الغذاء الزراعة الخلوية 
نظرة فاحصة على الزراعة الخلوية والعمليات التي تحددها
مع تقدم اللحوم المزروعة في المعمل، يدعو المشرعون الأمريكيون إلى التنظيم
الزراعة الخلوية: وسيلة لإطعام مدن المستقبل الذكية؟
الزراعة الخلوية، النقص المتعمد و «حقيقة ما بعد»: اتجاهات الأغذية التحويلية لعام 2017
4 التكنولوجيات الحيوية الرئيسية اللازمة للحصول على الزراعة الخلوية للتسويق
الزراعة الخلوية: زراعة اللحوم في المختبر
كيف يمكن أن تؤثر الزراعة الخلوية على صناعات الثروة الحيوانية والألبان والدواجن؟